# Novi Pazar (huyện)
Novi Pazar là một huyện thuộc tỉnh Shumen, Bungaria. Dân số thời điểm năm 2001 là 19559 người.